# 小川克巳
小川 克巳（おがわ かつみ、1951年8月31日‐ ）は、日本の政治家、理学療法士。自由民主党所属の参議院議員（2期）。

## 来歴
福岡県北九州市生まれ。現在は熊本県在住。1973年、労働福祉事業団九州リハビリテーション大学校を卒業し、理学療法士となった。1985年、熊本商科大学商学部を卒業後、総合病院の精神科に勤務。以後は理学療法士養成教育施設での教員となった。2001年、日本理学療法士協会理事に就任。2007年、日本理学療法士協会副会長に就任。
2016年、第24回参議院議員通常選挙で自由民主党公認で日本理学療法士連盟の推薦を受け比例区から立候補し初当選。
2022年7月10日に行われた第26回参議院議員通常選挙に自由民主党公認で日本理学療法士連盟の推薦を受けて比例区から立候補。自民党は比例区で18議席を獲得し、小川は得票数17位（特定枠を含むと19位）で次点で落選。同年、旭日中綬章受章。
2025年1月17日、前年の2024年12月27日に比例区選出議員であった足立敏之が死去したことに伴い、欠員に伴う繰上補充の選挙会が行われ、2022年参議院議員選挙比例区・自民党次点者であった小川の当選が決定した。同月20日の官報告示により当選の効力が生じ、同日の当選証書の交付を経て2期目の任期始期となる。

## 主張・政策

### 社会福祉
- 2016年参議院比例代表での初当選時の抱負として、理学療法士協会副会長でもある自身の政策について「国の制度設計に直接かかわれる立場を与えてもらった。積極的に社会福祉の現場へ足を運び、障害者や高齢者に少しでも心のこもったサービスが提供できるような社会制度を整えたい」と語り、具体的な政策に対してリハビリ関連の専門職の重要性を訴えている[10]。
- 小川は「団塊世代が75歳以上になる2025年問題に向け、地域包括ケアシステムの検討が進んでいる。高齢者の要介護度が低い時期にもっとリハビリ職を活用すれば重度化の予防に効果を発揮する。地域の中で彼らを活用する包括ケアの拠点を増やすよう提案したい」と語る。また、それに伴いリハビリ職について「医療の類型化が進み専門が分化している現状に対応するためには、リハビリ職も従来の3～4年の養成課程では不十分。医師と同様に6年にするなどの対策を考えていく」と話している。「限られた予算をいかに効果的に使うかがポイントだ。予防に力を入れることがその1つ。医療費の削減につながり、他の社会保障の分野に予算を回すことができる」とリハビリ職の重要性について話している[10]。

### その他
- 「消費税0％の検討」を掲げた『国民を守るための「真水100兆円」令和2年度第2次補正予算に向けた提言』に賛同している[11]。
- 受動喫煙防止を目的に飲食店などの建物内を原則禁煙とする健康増進法改正に賛成[12]。

## 所属団体・議員連盟
- 日本の尊厳と国益を護る会(幹事)[13]
- 日本の未来を考える勉強会[14]
- 自民党受動喫煙防止議員連盟[12]

## 選挙歴
| 当落 | 選挙                     | 執行日         | 年齢 | 選挙区       | 政党       | 得票数     | 得票率 | 定数 | 得票順位 /候補者数 | 政党内比例順位 /政党当選者数 |
| ---- | ------------------------ | -------------- | ---- | ------------ | ---------- | ---------- | ------ | ---- | ------------------ | ---------------------------- |
| 当   | 第24回参議院議員通常選挙 | 2016年07月10日 | 64   | 参議院比例区 | 自由民主党 | 13万101票  | 0.64%  | 48   | 16/25              | 16/19                        |
| 繰当 | 第26回参議院議員通常選挙 | 2022年07月10日 | 70   | 参議院比例区 | 自由民主党 | 11万8222票 | 0.64%  | 50   | 19/33              | 19/18                        |